# Randy Cunningham, le ninja
 (mai 2018).
Si vous disposez d'ouvrages ou d'articles de référence ou si vous connaissez des sites web de qualité traitant du thème abordé ici, merci de compléter l'article en donnant les références utiles à sa vérifiabilité et en les liant à la section « Notes et références ».
Randy Cunningham, le ninja (Randy Cunningham: 9th Grade Ninja) est une série télévisée d'animation, réalisée en coproduction par les États-Unis, le Royaume-Uni et l'Irlande, créée par Jed Elinoff et Scott Thomas et diffusée entre le 13 août 2012 et le 27 juillet 2015 sur Disney XD.
En France, la série a été diffusée originellement de 9 mars 2013 au 1er mai 2020 sur Disney XD.

## Synopsis
Dans une ville nommée Norrisville, le mal règne à cause d'un vil sorcier et de ses assistants, Hannibal McFist et William le vice-roi.
Heureusement, l'impératrice Misako peut compter sur le Ninja pour sauver les habitants de cette ville. Ce qu'ils ignorent, c'est que le Ninja qui doit les protéger pendant huit cents ans n'est pas une seule et unique personne, et que cet être masqué qu'est le Ninja est en réalité une lignée d'hommes qui changent tous les quatre ans.
Le nouveau consigné à cette tâche est Randy, un jeune adolescent en classe de seconde. Il se doit donc de suivre les traces de ses prédécesseurs Ninja en se mettant dans la peau de cet être.

## Distribution
- Randall "Randy" Cunningham: Ben Schwartz (VF : Olivier Prémel)
- Howard Weinerman : Andrew Caldwell (VF : Grégory Praet)
- Le Sorcier : Tim Curry (VF : Mathieu Moreau)
- Hannibal McFist : John DiMaggio (VF : Philippe Allard)
- Viceroi : Kevin Michael Richardson (VF : Frédéric Meaux)
- Bash : Dave Wittenberg
- Bucky : Scott Menville
- Principal Slimoveitz : Jim Rash (VF : Patrick Donnay)
- L'Impératrice Misako : Junie Kilbay
- Marci : April Stewart
- M. Bannister : Neil Flynn
- Flûtiste: Grey DeLisle

Dates de première diffusion
- États-Unis: 13 août 2012
- France: 9 mars 2013

Version en français
- Société de doublage :Dubbing Brothers Belgique
- Direction artistique : Ioanna Gkizas
- Adaptation des dialogues : Sophie Arthuys
- Direction musicale : Patrick Taïeb
- Adaptation musicale : Patrick Taïeb

## Personnages

### Randy Cunningham
Randall "Randy" Cunningham : Cet adolescent, nouvel élève à l'École de Norrisville, en classe de seconde est le prochain élu pour devenir celui que l'on appelle le Ninja. Il sauvera ainsi Norrisville de toute atrocité se rapprochant de ses biens aimés en suivant ainsi les traces de ses prédécesseurs.

### Howard Weinerman
Howard Weinerman : Cet adolescent est dans la même classe que Randy. Il est son meilleur ami et est le seul à savoir qu'il est l'actuel "Ninja".

## Épisodes

### Première saison (2012-2014)
| №     | #   | Titre français               | Titre original                          | Diffusion originale | Diffusion français |
| ----- | --- | ---------------------------- | --------------------------------------- | ------------------- | ------------------ |
| 1     | 1a  | A la recherche du ninja      | Got Stank?                              | 17 septembre 2012   | 9 mars 2013        |
| 2     | 1b  | 'L'esprit du sorcier         | So U Think U Can Stank                  | 18 septembre 2012   | 9 mars 2013        |
| 3     | 2a  | Dangereuses rumeurs          | McFists of Fury                         | 19 septembre 2012   | 16 mars 2013       |
| 4     | 2b  | Le docteur Platine           | Gossip Boy                              | 20 septembre 2012   | 16 mars 2013       |
| 5     | 3a  | Mémoire de ninja             | House of 1,000 Boogers                  | 24 septembre 2012   | 23 mars 2013       |
| 6     | 3b  | Concours de rock             | Monster Dump                            | 25 septembre 2012   | 23 mars 2013       |
| 7     | 4a  | Exercice anti-monstre        | Attack of the Killer Potatoes           | 26 septembre 2012   | 30 mars 2013       |
| 8     | 4b  | Rêve de piscine              | The Tale of the Golden Doctor's Note    | 27 septembre 2012   | 30 mars 2013       |
| 9     | 5a  | Le monstre du lac sec        | Dawn of the Driscoll                    |                     | 10 mai 2013        |
| 10    | 5b  | Attaque de patates           | Night of the Living McFizzles           |                     | 17 mai 2013        |
| 12    | 6b  | Volcanique                   | Viva El Nomicon                         |                     | 17 mai 2013        |
| 13    | 7a  | Mémoire vive                 | 30 Seconds to Math                      |                     | 24 mai 2013        |
| 14    | 7b  | La machine du chaos          | Monster Drill                           |                     | 24 mai 2013        |
| 15    | 8a  | Horribles marécages          | Silent Punch, Deadly Punch              |                     | 31 mai 2013        |
| 16    | 8b  | La nuit des McFrizzy         | Ninja Camp                              |                     | 31 mai 2013        |
| 17    | 9a  | Mon beau sapin               | Stank'd to the Future                   |                     |                    |
| 18    | 9b  | Le vrai ninja                | Wave Slayers                            |                     |                    |
| 19    | 10a | Mission Nomicon              | Sword Quest                             |                     |                    |
| 20    | 10b | Grève générale               |                                         |                     |                    |
| 21    | 11a | En quête d'épée              |                                         |                     |                    |
| 22    | 11b | Le correspondant             |                                         |                     |                    |
| 23    | 12a | Le ninja dans la peau        |                                         |                     |                    |
| 24    | 12b | Howard la cata               |                                         |                     |                    |
| 25    | 13a | L'oiseau du démon            |                                         |                     |                    |
| 26    | 13b | Le club des monstres         |                                         |                     |                    |
| 27    | 14a | Boxeur de tombes, le film    |                                         |                     |                    |
| 28    | 14b | L'île de la punition         |                                         |                     |                    |
| 29    | 15a | Fausse identité              |                                         |                     |                    |
| 30    | 15b | Un anniversaire retentissant |                                         |                     |                    |
| 31    | 16a | Le sosie de Randy            |                                         |                     |                    |
| 32    | 16b | La guilde des moustachus     |                                         |                     |                    |
| 33    | 17a | Randy est dans la place      |                                         |                     |                    |
| 34    | 17b | Voyage dans le temps         |                                         |                     |                    |
| 35    | 18a | Robot géant                  |                                         |                     |                    |
| 36    | 18b | La clé du sorcier            |                                         |                     |                    |
| 37    | 19a | Cocorico                     |                                         |                     |                    |
| 38    | 19b | Mac Monstres                 |                                         |                     |                    |
| 39    | 20a | Drôle de ninja               |                                         |                     |                    |
| 40    | 20b | Le sorcier amoureux          |                                         |                     |                    |
| 41    | 21a | Farces et attrapes           |                                         |                     |                    |
| 42    | 21b | La star du lycée             |                                         |                     |                    |
| 43    | 22a | Échec et mat                 |                                         |                     |                    |
| 44    | 22b | Échec et mat                 | Pranks for Nothing                      |                     |                    |
| 45    | 23a | Dans le vent                 | Lucius O'Thunderpunch                   |                     |                    |
| 46    | 23b | Le Ninja d'Halloween         | Bring Me the Head of Ranginald Bagel!   |                     |                    |
| 46    | 24a | La vengeance de la sorcière  | Weinerman Tested, Cunningham Aproved    |                     |                    |
| 47    | 24b | L'affaire est dans le sac    | Sorcerer in Love 2: Sorceress's Revenge |                     |                    |
| 48    | 25a | Guerre et pets               | McOne Armed and Dangerous               | 1er février 2014    |                    |
| 49    | 25b | Concert final                | Shloomp! There It Is!                   | 1er février 2014    |                    |
| 50-51 | 26  | Duo de choc                  | 13th Century Ninja                      | 8 février 2014      |                    |

### Deuxième saison (2014-2015)
1. Le retour de Monsieur Poisson-Chat
2. Mon ami le salami
3. Où est Whoopee ?
4. Otto Robot Vidéo
5. Dommage cofraternel
6. École buissonnière
7. Le méga-prix
8. Fantastiski
9. Chaussure à son pied
10. Rorg, héros du passé
11. Week-end de rêve
12. Quand Howard rencontre Randy
13. Le Ninja recyclé
14. La nouvelle mascotte
15. La cité des robots
16. Spatial anniversaire
17. Règlement déréglé
18. Épopée pour deux amis
19. Une fête particulière
20. Chez McCot Cotbuster
21. Les gâteaux frites
22. Une excursion mouvementée
23. La balle gagnante